# Andrejevka (district Chasanski)
Andrejevka (Russisch: Андреевка) is een plaats (selo) in de gorodskoje poselenieje van Zaroebino van het district Chasanski in het uiterste zuidwesten van de Russische kraj Primorje. De plaats werd gesticht in 1924 en telt 665 inwoners (1 januari 2005).

## Geografie
De plaats ligt aan de kust van de Troitsybocht van de Posjetbaai, aan de monding van de gelijknamige rivier. De plaats ligt over de weg op 12 kilometer verwijderd van de rijksweg Razdolnoje - Chasan (A189) en ligt op 46 kilometer van het districtcentrum Slavjanka en ongeveer 210 kilometer van Vladivostok. 4 kilometer westelijker, aan de andere zijde van de Troitsybocht ligt het dichtstbijzijnde spoorstation, in Zaroebino.

## Toerisme
De plaats is met name gericht op het toerisme, dat vooral in de zomer voor bijverdiensten zorgt, wanneer de kusten van de Troitsybaai en aangrenzende stranden worden overspoeld met badgasten die in tentenkampen verblijven. De bewoners verhuren zomerhuizen en appartementen en in het dorp zijn een aantal recreatiecentra geopend, waar activiteiten als duiken, sportvissen, jetski- en boottochten worden aangeboden.

## Bezienswaardigheden
In en rondom de plaats bevinden zich het Jankovski-kasteel, het begin-20e-eeuwse Sjevelev-huis (datsja van Bessonov) en de vuurtoren Gamovski (bij het gelijknamige gehucht Majak Gamova) uit 1906.
Bestuurlijk centrum: Slavjanka

Andrejevka · Bamboerovo · Barabasj · Barsovy · Baza Kroeglaja · Bezverchovo · Chasan · Filippovka · Gvozdevo · Kamysjovoje · Kedrovaja · Kraskino · Kravtsovka · Lebedinoje · Majak Bjoesse · Majak Gamova · Narva · Ovtsjinnikovo · Perevoznoje · Pojma · Posjet · Pozjarski · Primorski · Provalovo · Risovaja Pad · Rjazanovka · Romasjka · Sjachtjorskoje · Soechaja Retsjka · Soechanovka · Tsoekanovo · Vitjaz · Zajsanovka · Zanadvorovka · Zaroebino